# Zapora Vidraru

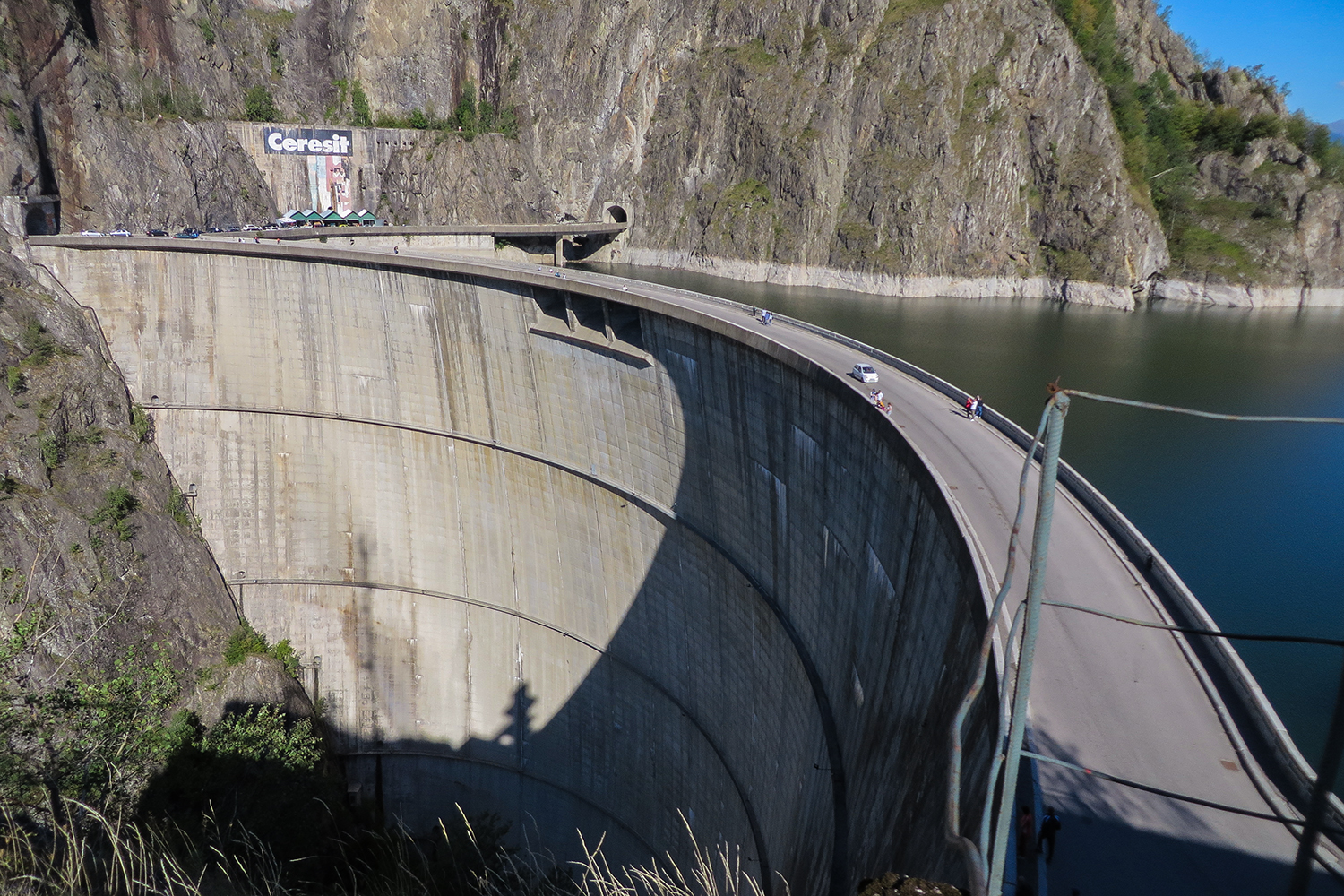
Zapora Vidraru

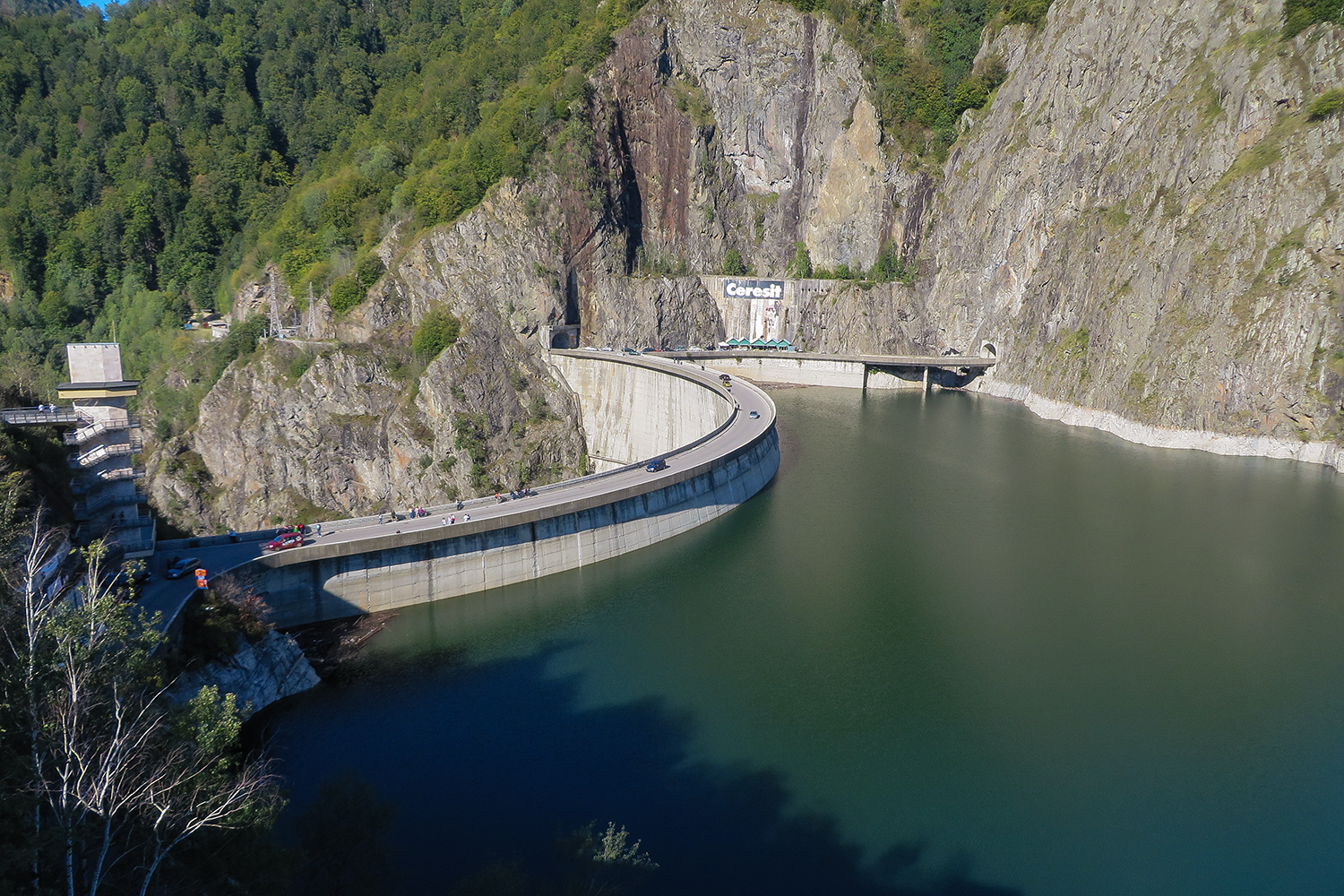
Zapora Vidraru od strony górnej wody

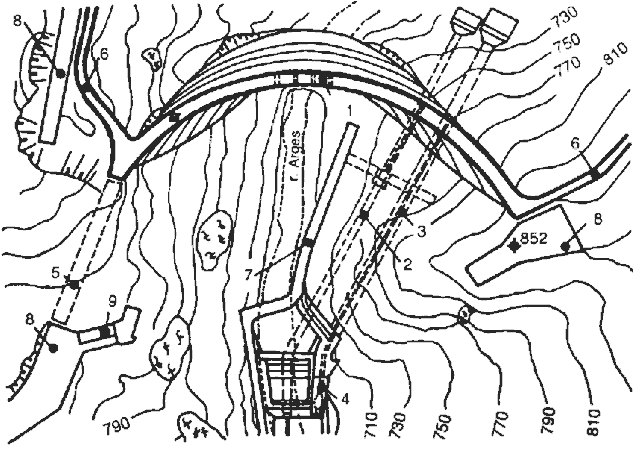
Szkic zapory

Zapora Vidraru (rum. Barajul Vidraru) – betonowa zapora wodna, wzniesiona na rzece Ardżesz w rumuńskich Górach Fogaraskich, pomiędzy masywami Frunții (po stronie zachodniej) i Ghițu (po stronie wschodniej). Najwyższa zapora wodna w Rumunii. Została zbudowana głównie w celu produkcji energii elektrycznej. Ukończona w 1966 r. utworzyła sztuczne jezioro mogące pomieścić 465 milionów m³ wody. Projektantem zapory był uznany rumuński konstruktor obiektów hydrotechnicznych, Radu Prișcu (1921-1987).
Budowę zapory i towarzyszącej jej elektrowni wodnej rozpoczęto w 1960 r. Trwała 5 i pół roku. Wymagało to wykonania 42 km tuneli, wydobycia 1 768 000 m³ skał twardych, z czego ok. 1 mln trzeba było wydobyć spod ziemi oraz wylania 930 000 m³ betonu, z czego 400 000 m³ pod ziemią. Zainstalowano 6 300 ton urządzeń elektromechanicznych.
Zapora Vidraru jest zaporą łukową o podwójnej krzywiźnie, złożoną z 22 wertykalnych segmentów. Wysokość zapory wynosi 166,6 metrów, kota jej korony to 834 metry n.p.m., a długość łuku korony wynosi 305 metrów. Grubość muru zapory u podstawy wynosi 25 m, a objętość zapory - 480 tys. m³. Wewnątrz muru zapory znajduje się 9 poziomych korytarzy inspekcyjnych. Koroną zapory prowadzi droga jezdna.
Po ukończeniu zapora zajmowała 5. miejsce w Europie i 9. na świecie w kategorii najwyższych zapór wodnych. W 2019 roku zapora Vidraru była 16. najwyższą zaporą w Europie.
Elektrownia wodna Vidraru, której po uruchomieniu nadano imię rumuńskiego działacza komunistycznego Gheorghe Gheorghiu-Deja (rum. Hidrocentrala Gh. Gheorghiu-Dej), znajduje się w dolinie Ardżeszu, znacznie poniżej zapory, na wysokości ok. 650 m n.p.m. Uruchomiona 9 grudnia 1966 r. ma zainstalowaną moc 220 MW, na co składają się cztery turbiny Francisa o mocy 55 MW każda, usytuowane głęboko pod ziemią. W przeciętnym roku hydrologicznym może generować około 400 GWh energii elektrycznej na rok. Do czasu wybudowaniu elektrowni w Żelaznych Wrotach na Dunaju była najpotężniejszą hydroelektrownią w Rumunii.